# Engagement ontologique
Un engagement ontologique dans un langage est un ou plusieurs objets dont l'existence est postulée par ce langage. L'« existence » à laquelle il est fait référence n'a pas besoin d'être « réelle », il lui suffit d'exister dans un univers de discours . À titre d'exemple, les systèmes juridiques utilisent un vocabulaire faisant référence aux « personnes morales » qui sont des entités collectives ayant des droits. On dit alors que la doctrine juridique a un engagement ontologique envers les individus non singuliers. 
Dans les systèmes d'information et l'intelligence artificielle, où une ontologie fait référence à un vocabulaire spécifique et à un ensemble d'hypothèses explicites sur le sens et l'utilisation de ces mots, un engagement ontologique est un accord pour utiliser le vocabulaire partagé de manière cohérente et consistante dans un contexte précis. 
En philosophie, une « théorie a un engagement ontologique envers un objet que si cet objet apparaît dans toutes les ontologies de cette théorie ». 

## Arrière-plan
La phrase « Napoléon est l'un de mes ancêtres » ne nous engage apparemment qu'à l'existence de deux individus (c'est-à-dire Napoléon et le locuteur) et une lignée d'ascendance entre eux. Le fait qu'aucune autre personne ou objet ne soit mentionné semble limiter « l'engagement » de la phrase. Cependant, il est bien connu que les phrases de ce genre ne peuvent pas être interprétées avec la logique du premier ordre, où les variables individuelles représentent des choses individuelles. Au lieu de cela, ils doivent être représentés sous une forme utilisant de la logique du second ordre. Dans le langage courant, ces formes sont soit des pluriels grammaticaux, soit des termes tels que « ensemble de » ou « groupe de ».

Par exemple, la phrase impliquant Napoléon peut être réécrite comme « tout groupe de personnes me comprenant ainsi que les parents de chaque personne dans le groupe doit également inclure Napoléon », ce qui est facilement interprété comme une déclaration en logique de second ordre (on aurait naturellement commencé par attribuer un nom, tel que G, au groupe de personnes considéré). Formellement, les formes nominales collectives telles que « un groupe de personnes » sont représentées par des variables de second ordre ou par des variables de premier ordre concernant des ensembles (qui sont des objets bien définis en mathématiques et en logique). Puisque ces variables ne représentent pas des objets individuels, il semble que nous soyons « ontologiquement engagés » envers des entités autres que des individus — ensembles, classes, etc. Comme le dit Quine,

« l'adoption générale des variables de classe de la quantification inaugure une théorie dont les lois n'étaient en général pas exprimables dans les niveaux antérieurs de la logique. Le prix payé pour ce pouvoir accru est ontologique : objets d'un genre spécial et abstrait, à savoir des classes, sont désormais présupposées. Formellement, c'est précisément en autorisant la quantification sur les variables de classe α, β, etc, que nous supposons une plage de valeurs auxquelles ces variables se réfèrent. Être supposé en tant qu'entité c'est être supposé en tant que valeur d'une variable . »

Une autre affirmation à propos d'individus qui semble « ontologiquement innocente » est la phrase bien connue de Geach-Kaplan : Certains critiques ne s'admirent que les uns les autres.

## Le critère de Quine
Willard Van Orman Quine a rapidement fourni une formulation influente de l'engagement ontologique : 

« Si l'on énonce une proposition en utilisant un nom ou un autre terme singulier, ou une phrase de 'quantification existentielle', comme 'Il y a ceci et cela', alors on doit soit (1) admettre que l'on a reconnu l'existence des objets se rapportant aux termes singuliers ou satisfaisant leur description, soit (2) 'paraphraser' la proposition en évitant les termes singuliers ainsi que la quantification du 'ceci et cela'. »

 Le critère de Quine peut être vue comme un développement logique des méthodes de Bertrand Russell et de G.E. Moore, qui supposaient que l'on doit accepter l'existence des entités correspondant aux termes singuliers utilisés dans les propositions que l'on accepte, sauf si l'on trouve une méthode systématique de paraphrase permettant l'élimination de ces termes.
Le but de la stratégie de Quine est de déterminer comment trouver l'engagement ontologique d'une théorie. Quine a soutenu que les seules expressions ontologiquement engageantes sont des variables liées par un quantificateur existentiel de premier ordre et des expressions en langage naturel qui ont été formalisées à l'aide de variables liées par des quantificateurs existentiels de premier ordre. 
Des tentatives ont été faites pour affirmer que les prédicats sont également ontologiquement engageants, et donc que les phrases sujet-prédicat portent un engagement ontologique supplémentaire envers des objets abstraits tels que des universaux, des ensembles ou des classes. Il a été suggéré que l'utilisation de noms significatifs dans des déclarations de non-existence telles que "Pegasus n'existe pas" entraîne un engagement ontologique envers des noms vides comme Pegasus. Plus généralement, un dilemme appelé la barbe de Platon (en) traduit ce problème philosophique de la non-existence. 
Ce débat a un lien avec l'argument de Carnap-Quine sur les objets analytiques et synthétiques. Bien que Quine fasse référence à « l'engagement ontologique » dans son rejet de la distinction analytique/synthétique, il ne s'appuie pas sur la traduction formelle d'une théorie particulière dans le sens qu'il a suggéré. Au lieu de cela, Quine soutient en utilisant des exemples que bien qu'il existe des déclarations tautologiques dans une théorie formelle, comme « tous les carrés sont des rectangles », une théorie formelle contient nécessairement des références à des objets qui ne sont pas tautologiques, mais ont des connexions externes. C'est-à-dire qu'il y a un engagement ontologique envers de tels objets externes. De plus, les termes utilisés pour interpréter l'application de la théorie ne sont pas simplement des descriptions d'entrées sensorielles, mais sont des déclarations dans un contexte. C'est-à-dire qu'à l'inverse, il y a un engagement ontologique de ces objets observationnels dans la théorie formelle. Comme Ryan le dit : « Plutôt que d'être divisées entre des affirmations synthétiques contingentes et des propositions analytiques indubitables, nos croyances constituent une gamme continue allant d'une périphérie de rapports sensoriels à des concepts intérieurs relativement chargés de théorie et généraux ». Ainsi, nous nous retrouvons avec l'ontologie « plate » de Quine qui ne fait pas de distinction entre les objets analytiques et synthétiques. 
Quine a en outre fait une distinction entre les engagements ontologiques d'une théorie (ce que la théorie dit exister) et les engagements idéologiques d'une théorie (ces concepts, logiques ou non logiques, qui sont exprimables dans la théorie).

### La parcimonie ontologique
Quel que soit le processus utilisé pour déterminer les engagements ontologiques d'une théorie, cela ne prescrit pas les engagements ontologiques que l'on devrait avoir. Quine considérait le choix de la théorie à accepter comme une question d' épistémologie. « Appel est fait aux [préoccupations] du pouvoir explicatif, de la parcimonie, du conservatisme, de la précision, etc. » 
La parcimonie ontologique peut être définie de diverses manières, et est souvent assimilée à des versions du rasoir d'Occam, une « règle empirique, qui nous oblige à privilégier des théories ou des hypothèses qui font le moins d'hypothèses injustifiées, ou ad hoc, sur les données à partir desquelles elles sont dérivés. » Glock considère la « parcimonie ontologique » comme l'un des « cinq points principaux » de la conception de l'ontologie de Quine. 
À la suite de Quine, Baker déclare qu'une théorie, T, est ontologiquement attachée aux éléments F si et seulement si T implique l'existence de F. Si deux théories, T1 et T2, ont les mêmes engagements ontologiques sauf que T2 est ontologiquement attachée à F alors que T1 ne l'est pas, alors T1 est plus parcimonieuse que T2 . Plus généralement, une condition suffisante pour que T1 soit plus parcimonieuse que T2 est que les engagements ontologiques de T1 soient un sous-ensemble propre de ceux de T2. 
Ces idées conduisent à la formulation particulière suivante du rasoir d'Occam : « Toutes choses égales par ailleurs, si T1 est ontologiquement plus parcimonieuse que T2 alors il est rationnel de préférer T1 à T2. » Alors qu'une formulation courante stipule seulement que les entités ne doivent pas être multipliées au-delà de la nécessité, cette version, en revanche, stipule que les entités ne doivent pas être multipliées toutes choses égales par ailleurs, ce qui est compatible avec le fait que la parcimonie soit une vertu théorique comparativement faible.

## Controverses récentes
L'approche standard de l'engagement ontologique a été qu'une fois qu'une théorie a été "paraphrasée" en une version "canonique" convenue, qui peut être écrite dans une notation logique formelle plutôt que dans le langage original de la théorie, les engagements ontologiques peuvent être lus directement à partir de la présence de certaines expressions ontologiquement engageantes (par exemple les variables liées à la quantification existentielle). Bien qu'il y ait un débat substantiel sur les expressions qui engagent ontologiquement, les différents acteurs de ce débat conviennent généralement que les expressions qu'ils préfèrent sont des porteurs fiables d'engagement ontologique, conférant un engagement ontologique à toutes les phrases réglementées dans lesquelles elles se produisent.
Inwagen a contesté la méthodologie de Quine, affirmant que ce processus ne conduit pas à un unique ensemble d'objets fondamentaux, mais à plusieurs ensembles possibles, et qu'on n'est jamais certain que tous les ensembles possibles soient trouvés. Il a également contesté la notion de théorie de Quine, qui, selon lui, était équivalent à suggérer qu'une « théorie » n'est qu'un ensemble de phrases. Inwagen a suggéré que l'approche de Quine a fourni des outils utiles pour découvrir quelles entités étaient des engagements ontologiques, mais qu'il n'avait pas réussi. Ses tentatives sont comparables à une « tentative d'atteindre la lune en grimpant à des arbres toujours plus hauts… » 
Il a été suggéré que les engagements ontologiques d'une théorie ne peuvent pas être discernés par l'analyse de la syntaxe des phrases, à la recherche d'expressions ontologiquement engageantes, car les véritables engagements ontologiques d'une phrase (ou d'une théorie) sont limités aux entités nécessaires pour servir de vérifacteurs pour cette phrase, et la syntaxe même d'une phrase formalisée n'est pas un guide fiable pour savoir quelles entités sont nécessaires pour la rendre vraie. Cependant, ce point de vue a été attaqué par Jonathan Schaffer, qui a soutenu que l'élaboration de la vérité n'est pas un test adéquat pour l'engagement ontologique : au mieux, la recherche des vérifacteurs de notre théorie nous dira ce qui est « fondamental », mais pas ce à quoi notre théorie est ontologiquement engagé et ne servira donc pas de bon moyen de décider de ce qui existe. 
Il a également été avancé que la syntaxe des phrases n'est pas un guide fiable pour leurs engagements ontologiques parce que l'anglais (ou ici le français) n'a aucune forme de mots qui fonctionne de manière fiable pour revendiquer l'existence dans chaque contexte dans lequel il est utilisé. Par exemple, Jody Azzouni suggère que « Il y a » ne fait aucune sorte de véritable revendication d'existence lorsqu'il est utilisé dans une phrase telle que « Il y a des souris qui parlent ». Étant donné que la signification du quantificateur existentiel en notation formelle est généralement expliquée en fonction de son équivalence avec des expressions anglaises telles que « Il y a » et « Il existe », et puisque ces expressions françaises ne sont pas fiables sur le plan ontologique, il semble que nous ne pouvons pas être sûr des engagements ontologiques de notre théorie même après qu'elle a été transformée dans une formulation canonique. 
Cet argument a été attaqué par Howard Peacock, qui suggère que la stratégie d'Azzouni confond deux types différents d'engagement ontologique - l'un qui est conçu comme une mesure de ce qu'une théorie prétend explicitement exister, et l'autre qui est conçu comme une mesure de ce qui est nécessaire pour que la théorie soit vraie ; les coûts ontologiques de la théorie. Si l'engagement ontologique est considéré comme une question de coûts ontologiques d'une théorie, alors il est possible qu'une phrase puisse être ontologiquement engagée envers une entité même si les locuteurs compétents de la langue ne reconnaissent pas la phrase comme affirmant l'existence de cette entité. L'engagement ontologique n'est pas de savoir quels engagements on reconnaît explicitement, mais plutôt quels engagements sont réellement contractés.